# Martti Lindqvist
Martti Juhani Lindqvist, född 20 februari 1945 i Mäntyharju, död 5 april 2004 i Dar es-Salaam, Tanzania, var en finländsk teolog och författare. 
Lindqvist var 1978–2001 biträdande professor i teologi, med särskild inriktning på socialetik, vid Helsingfors universitet. Han blev främst känd för sina böcker i etiska frågor, där religion och samhällsansvar följdes åt. Hälsovårdetik hörde till hans specialområden, och han ledde länge Kyrkans central för sjukhussjälavård. Även uppmärksammad kolumnist i Helsingin Sanomat. 